# Nepenthes jacquelineae
Espèce
Classification phylogénétique
Statut CITES
Nepenthes jacquelineae est une plante carnivore découverte récemment dans les forêts tropicales de Sumatra. Cette espèce spectaculaire pousse aux alentours de 1700 m d'altitude.

## Morphologie
Les urnes supérieures, contrairement aux urnes inférieures, sont de taille beaucoup plus grande : jusqu'à 15 cm de haut et 10 cm de large. La particularité de ce népenthès tient à la forme singulière de sa feuille piège ainsi qu'à son péristome particulièrement développé.

## État de conservation
Du fait de sa découverte récente, Nepenthes jacquelineae n'est pas inscrite sur la liste rouge des espèces menacées de l'UICN. Néanmoins sa distribution restreinte et sa morphologie unique feront sans doute d'elle une future espèce vulnérable.